# Кумаритов, Борис Михайлович
Бори́с Миха́йлович Кумари́тов (8 мая 1939 — 10 сентября 2000, Москва) — советский и российский актёр театра и дубляжа. Заслуженный артист РСФСР (1991).

## Биография
Поступил в Высшее театральное училище имени М. С. Щепкина. В 1965 году окончил объединённый курс ГИТИСа и ВТУ — В. И. Цыганкова и Л. А. Волкова. Учился на одном курсе с Ангелиной Вовк и Инной Чуриковой. В том же году пришёл в Московский театр сатиры.
Получил признание публики в 1970-х. Известным его сделала роль Дьюлы в телеспектакле «Проснись и пой!».
Кумаритов обладал неповторимым тембром голоса и возможностью изменять его до неузнаваемости. Участвовал в озвучании сериала «Спрут-2». Озвучивал иностранных мультипликационных персонажей — Кота Толстопуза из мультсериала «Чип и Дейл спешат на помощь», Игона Спенглера в «Настоящих охотниках за привидениями», Винта Разболтайло из «Утиных историй», Кота Феликса в одноимённом мультсериале и других. В 1991 году был приглашён на дублирование фильма «Иисус» для Российского библейского общества. Озвучивал доктора Дика Соломона (Джон Литгоу), героя ситкома «Третья планета от Солнца». В числе его работ — «Доктор Дулиттл» («Мосфильм»), «Анна и король», «Волк» и «Первый рыцарь».
В 1999 году играл Понтия Пилата вместо отказавшегося сыграть эту роль Александра Пяткова в Театре Киноактёра. В сентябре 2000 года, накануне открытия нового театрального сезона Кумаритов при выходе из бассейна поскользнулся и упал из-за сердечного приступа. Скончался на 62-м году жизни. Похоронен в Москве на Преображенском кладбище (участок № 12).

### Семья
Отец — Михаил Григорьевич Кумаритов (1896—1942), советский медик, Народный комиссар здравоохранения Дагестанской АССР (1934—1938).
Мать — Вера Кошевая.
Со своей будущей женой, артисткой Натальей Защипиной, Кумаритов встретился на сцене в спектакле «Две комедии» Бранислава Нушича. Оставшись вдовой, с восьмимесячным ребёнком Защипина ушла жить к Кумаритову, прожив с ним в фактическом браке 35 лет. Вместе супруги работали на озвучивании в Телевизионной студии кинопрограмм.

## Признание и награды
- Заслуженный артист РСФСР (20 мая 1991) — за заслуги в области советского театрального искусства[7].

## Творчество

### Фильмография
- 1969 — «Старый дом» — Грановский
- 1974 — «Последняя встреча» — Спартак Погосов

#### Театр сатиры

##### Телеспектакли
- 1969 — «Две комедии Бранислава Нушича» («Два вора») — вор
- 1971 — «Когда море смеётся» — Кэрри Уайт
- 1971 — «Офицер флота» — Туровцев
- 1973 — «Безумный день, или Женитьба Фигаро» — Педрильо Грипсолейль (одна из наиболее известных ролей)
- 1974 — «Маленькие комедии большого дома» («Смотровой ордер») — Витя Иванов
- 1974 — «Проснись и пой!» — Дьюла
- 1978 — «Таблетку под язык» — Василь
- 1980 — «У времени в плену»
- 1986 — «Ворон» — Норандо
- 1987 — «Пожелание успеха» — Борис
- 1989 — «Самоубийца» — Пугачёв

##### Другие роли в театре
- «Неаполь — город миллионеров» — Чаппа, бригадир карабинеров[8]
- «18 верблюд» — Пронин[9][10]

#### Государственный театр киноактёра
- «Роман Мастера» (версия Мастера и Маргариты М. А. Булгакова) — Стравинский[11]; Пилат

Также читал произведения Куприна и рассказы О'Генри — «Неоконченный рассказ», «Предвестие весны», «Дороги судьбы», «Комната на чердаке».

### Озвучивание

#### Фильмы
- 1975 — «Маяковский смеётся» — продавец пуговиц

#### Мультфильмы
- 2003 — Пинежский Пушкин

### Дубляж и закадровое озвучивание

#### Фильмы и телесериалы
- 1996—1998 — Третья планета от Солнца — доктор Дик Соломон (Джон Литгоу) (закадровый перевод ТВ-6, 1-3 сезоны, 1998 г.)[12]
- 1998 — Смертельное оружие 4 — Роджер Мерта (Дэнни Гловер)[13] (дубляж киностудии им. Горького по заказу кинокомпании «Кармен-Премьер», 1998 г.)
- 1999 — Анна и король — лорд Джон Брэдли (Джеффри Палмер)[12][13] (дубляж творческого коллектива «Фильмлайнс Интернешнл» по заказу «Гемини Киномир», 2000 г.)

#### Мультсериалы
- 1985—1990 — Приключения медведей Гамми — Подлиза, Сэр Торнберри, Король Жан-Клод (в серии «Проблемы двух принцесс»), некоторые гоблины в последних сериях, эпизодические и второстепенные персонажи, читает названия серий[12] (дубляж студии кинопрограмм РГТРК «Останкино», 1991—1992 гг., 52 серии)
- 1986—1989 — Настоящие охотники за привидениями — Игон Спенглер, Песочный человечек, Джинн (в серии «Волшебная лампа Жанин»), эпизодические персонажи и призраки (дубляж студии кинопрограмм РГТРК «Останкино», 1992—1994 гг., серии 1—32, 34—102)[12][13]
- 1987—1990 — Утиные истории[13] — Винт Разболтайло (в дубляже 1991 года), Фентон Крякшелл/Уткоробот «Гизмо», Глэдстоун Гусак (в сериях «При удаче гривенника хватит» и «Доктор Джекил и мистер Макдак»), Братья Гавс (Плясун Гавс (в серии «Скруджерелло»), Шеф Гавс (в серии «Засекаем время» и в дубляже 1994 года), Вышибала Гавс (в сериях «Кто богаче?», «Засекаем время» и «Утиный переполох»), Балбес Гавс (в серии «Денежная инфляция»)), Бабба, Дональд Дак (в сериях «Свистать всех наверх!» и «Племянники против Купидона»), По де Гипноз (в серии «Оборотни»), мэр Дакбурга (в серии «Селезень в маске»), взрослый Дилли (в серии «Утята в будущем»), эпизодические и второстепенные персонажи (дубляж Телевизионной студии кинопрограмм 1990—1991 гг., 52 серии, студии кинопрограмм РГТРК «Останкино» 1992 г., 26 серий, студии «Нота» и студии «Пифагор» по заказу РТР 1994 г., 13 серий)
- 1989—1990 — Чип и Дейл спешат на помощь — Толстопуз (за исключением серии «Родительское благоразумие — в сторону»), Вжик (в части серий), капитан Роджер (в серии «Подводные пираты»), Малдун (в серии «Похищенный рубин»), эпизодические и второстепенные персонажи, читает название серии «Шоколадные чипсы»[12][13] (дубляж Телевизионной студии кинопрограмм, 1990—1991 гг., 52 серии)
- 1993—1994 — Чокнутый — сержант Грейтинг, Ворчун, Мистер Дудлиз, Людвиг фон Дрейк, Аль Червино, Мартовский заяц, слониха Таня, Мигалка, эпизодические и второстепенные персонажи[14][12] (дубляж студии «Пифагор» по заказу РТР, 1995—1996 гг.)

## Телепередачи
- 1999 — В поисках утраченного